# Sceletium tortuosum
Mesembryanthemum tortuosum, Sceletium tortuosum o kanna es la única especie del género monotípico Sceletium perteneciente a la familia de las aizoáceas. 

## Descripción
Es utilizada por los hotentotes de África del Sur como un poderoso embriagante y potenciador del humor. La kanna es una planta suculenta de unos 30 cm nativa de África del Sur, de pequeñas flores que varían del blanco al amarillo y ocasionalmente rosa.

## Descubrimiento

La mesembrina es una de las cinco sustancias psicoactivas presentes en la planta.

Desde hace más de dos siglos los exploradores holandeses registraron que los hotentotes de Sudáfrica masticaban un preparado hecho de la raíz y hojas fermentadas de este arbusto, como un poderoso inductor de visiones, embriagante y potenciador del humor. El Dr. Nigel Gericke, uno de los principales investigadores de Sceletium tortuosum en Sudáfrica, sostiene que «Sceletium tortuosum es una de las sustancias alteradoras de la conciencia más antiguas, y que muy probablemente ha tenido una profunda influencia en la evolución de la conciencia humana». El navegante holandés Jan van Riebeeck fue el primer occidental en mencionarla.

## Cultivo
La kanna es una planta que no presenta mayores problemas a la hora del cultivo. En general se deben tener los mismos cuidados que la mayoría de los cactus. Se puede propagar desde semillas o esquejes de plantas adultas. Si bien es resistente al frío se debe cuidar de no exponerla demasiado a fuertes heladas. El suelo debe estar seco entre riego y riego, teniendo especial cuidado en no sobre regar: el riego debe ser algo irregular, incrementando la frecuencia cuando las plantas sean adultas.
Las plantas de kanna necesitan un ambiente con buena iluminación. El sustrato debe permitir un buen drenaje y ocasionalmente puede ser abonado con estiércol, aunque la planta no requiere de grandes cantidades de nutrientes. Para preparar el suelo se puede utilizar cualquiera de los compost que vienen para cactus.

## Propiedades
Del S. tortuosum se ha informado que poseen importantes propiedades para la elevación del estado de ánimo y como ansiolítico (anti-ansiedad).
Los alcaloides contenidos en S. tortuosum se cree que poseen psicoactividad e incluyen: mesembrina, mesembrenona , mesembranol y tortuosamina. Mesembrina es el alcaloide presente en mayor cantidad en Sceletium tortuosum.
S. tortuosum contiene aproximadamente 1-1.5% de alcaloides totales. Hay aproximadamente 0,3 % de mesembrina en las hojas y 0,86% en las hojas, tallos y flores de la planta.

## Interacciones
Poco se sabe acerca de las interacciones de S. tortuosum , aunque no se debe combinar con otros SSRIs, IMAOs, o medicamentos para el corazón. Dolor de cabeza en relación con el alcohol se han observado con el uso kanna. Algunos informes sugieren una sinergia con cannabis.

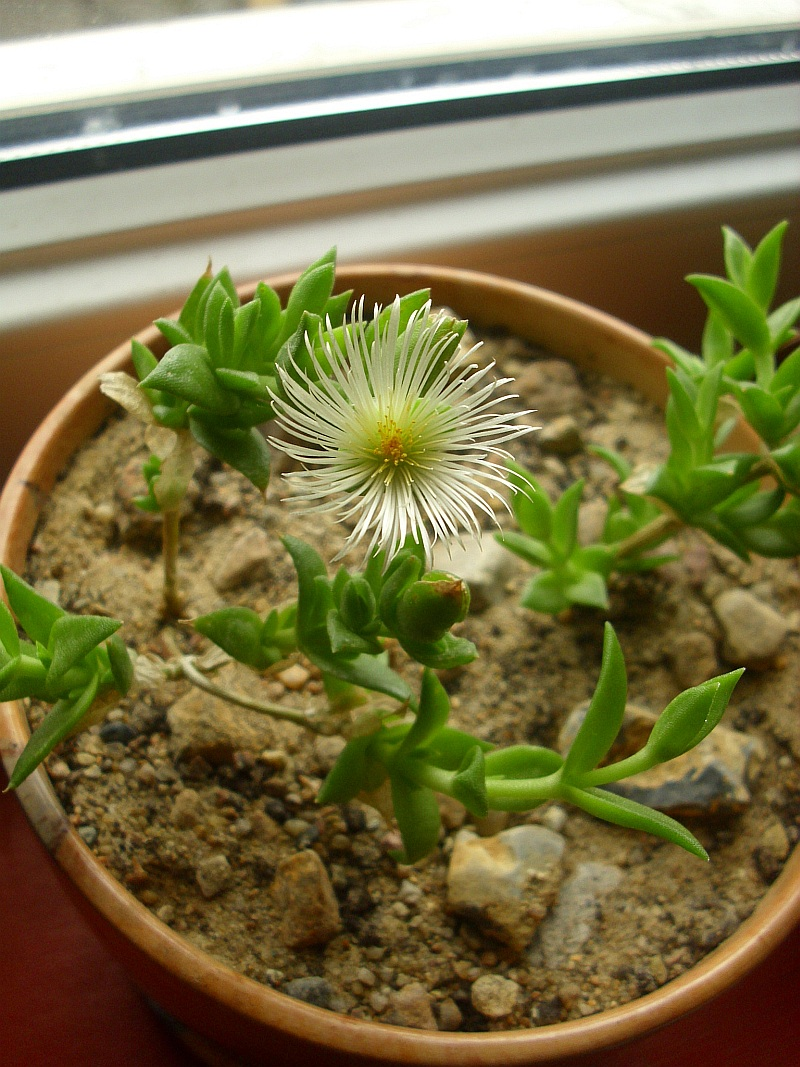
Vista de la planta en flor

## Taxonomía
Sceletium tortuosum fue descrita por (L.) N.E.Br. y publicado en The Genera of South African Flowering Plants 245. 1926.
sinonimia
- Mesembryanthemum tortuosum
- Sceletium compactum L. Bolus
- Sceletium framesii L. Bolus
- Sceletium joubertii L. Bolus[9]